# Teodor Steigerts murstenshus
Teodor Steigerts murstenshus (polsk Kamienica Teodora Steigerta) ligger ved Piotrkowska-gaden 90 i Łódź. 
Murstenshuset blev bygget i årene 1895-1896 efter tegninger af Franciszek Chełmiński. Bygningsdatoen blev indkomponeret i bygningens dekorative port. 
Bygningens neobarokke facade er udsmykket med et uregelmæssigt udformet ornament. På første og anden etage findes et karnap som hviler på to søjler inspireret af jonisk og korintisk søjleorden. Søjlerne støttes op med skulpturer af dragehoveder og kvindetorsoer. 
Teodor Steigerts murstenshus er en af få bygninger ved Piotrkowska-gaden, hvis stueetage (den såkaldte "handelsetage") er bevaret i sin oprindelige form indvendigt.
51°45′59.04″N 19°27′25.84″Ø / 51.7664000°N 19.4571778°Ø